# Ludovic Fabregas
Ludovic Fabregas (Perpignan, Francuska, 1. srpnja 1996.) - francuski rukometaš
Na poziciji pivota od 2023. igra za mađarski Telekom Veszprém. U rujnu 2021. odlikovan je Viteškim redom francuske Legije časti za osvojenu zlatnu medalju s francuskom reprezentacijom na Olimpijskim igrama u Tokiju. 
Ovaj 1,98 m visok i 103 kg težak dešnjak počeo je igrati rukomet 2004. u Banyulsu HB. Godine 2011. preselio se u omladinski pogon Montpellier Handballa. Fabregas je u francuskom prvaku debitirao u sezoni 2013./'14. u prvoj francuskoj ligi i EHF kupu. S Montpellierom je osvojio Kup Francuske i Liga kup 2016., a bio je doprvak 2015. i 2018. godine. U Kupu EHF 2013./'14 izgubio je u finalu od mađarskog Pick Szegeda. 
Trijumfirao je u EHF Ligi prvaka i Super Globeu 2018. Potom je prešao u  španjolski klub FC Barcelonu, s kojim je osvojio prvenstvo, Kup Asobal, Kup kralja i Superkup 2019. i 2020. godine. U EHF Ligi prvaka izgubio je finale 2020. protiv THW Kiela. Sljedeće godine osvojio je EHF Ligu prvaka s Barcelonom. IHF je Fabregasa nominirao kao jednog od pet kandidata za Svjetskog rukometaša godine 2021. U sezoni 2021./'22 s Barcelonom je obranio naslov Lige prvaka. U finalu je postigao odlučujući sedmerac za osvajanje naslova. U sezoni 2023./'24 preselio se u mađarski Telekom Veszprém.

## Reprezentacija
S francuskom juniorskom reprezentacijom, Fabregas je osvojio Europsko rukometno prvenstvo do 18 godina 2014. i Svjetsko rukometno prvenstvo do 19 godina 2015.
Ludovic Fabregas debitirao je za francusku seniorsku reprezentaciju 10. lipnja 2015. protiv Češke. Osvojio je srebrnu medalju na Olimpijskim igrama 2016. Postao je svjetski prvak na Svjetskom prvenstvu 2017. Osvojio je bronce na Europskom prvenstvu 2018. i Svjetskom prvenstvu 2019. S Francuskom je osvojio zlatnu medalju na Olimpijskim igrama u Tokiju. Osim toga, izabran je u All-Star momčad na kraju turnira. Na Svjetskom prvenstvu 2023. s Francuskom je osvojio srebro i ponovno je izabran u All-Star momčad. Na Europskom prvenstvu 2024. osvojio je zlato.